# Manuel Sainz Ochoa
Manuel Sainz Ochoa (nacido el 13 de agosto de 1947 en Cervera del Río Alhama, La Rioja, España) es un político español que ejerció como alcalde de Logroño durante tres legislaturas, entre 1983 y 1995.

## Biografía
Manuel Sainz es licenciado en Historia Moderna y Contemporánea por la Universidad de Barcelona y ha ejercido como profesor de Historia del Arte en la Escuela Superior de Diseño de La Rioja. En 1983 abandonó la docencia al ser elegido alcalde de Logroño, cargo que ejerció hasta 1995.
Volvió entonces a la práctica de la enseñanza y, tras su jubilación, ha obtenido el grado de doctor por la Universidad de La Rioja con la tesis doctoral Señorío y justicia realenga en la Edad Moderna: del 'alcalde ahorcado' a la constitución de la Mancomunidad de las Siete Villas.
Como fruto de su afición investigadora ha publicado artículos sobre historia del arte y sobre historia de La Rioja en diversas revistas.

## Trayectoria política
Su trayectoria política comenzó en las elecciones municipales de 1979, cuando lideró la candidatura del Partido Socialista a la alcaldía, puesto que acabó consiguiendo el candidato de UCD, Miguel Ángel Marín, pero su partido obtuvo 10 concejales. En las siguientes elecciones, en 1983, se haría con la victoria y con la alcaldía.
A Manolo, como popularmente se le conoce en su ciudad, se le recordará sobre todo por la integración que hizo del río Ebro en la ciudad, con la creación del Parque del Ebro, un espacio verde de más de 150.000 metros cuadrados en la orilla derecha del río, el complejo polideportivo de Las Norias y el acondicionamiento del embalse de La Grajera.